# 高座山 (愛知県)
高座山（たかくらやま）は、愛知県春日井市にある山である。

## 概要
春日井市東部に位置する低山。JR中央本線、愛知環状鉄道・愛知環状鉄道線 高蔵寺駅すぐ北にあり標高は、194 m。山内には航空自衛隊の基地があるほか、自衛隊の訓練所などがある。
別名水晶山と呼ばれ沢山の水晶が取れた。サクラの名所であり、山のすぐ南側を庄内川が流れ、その支流が山の東側を流れる。西側には、高蔵寺ニュータウンがある。近年道路開通に伴い、桜の多くが伐採された。

## 歴史
- 2005年（平成17年）4月17日 - 山火事発生

## 備考
近年春に山火事が起こり、問題となっている。そのため春日井市は、3月から5月にかけて、山の南部を「たき火及び喫煙行為の禁止規制区域」に指定している。
また、基地内には自衛隊が数台の消防車を配備し、有事に備えて定期的に訓練を行っている。

## 施設
- 航空自衛隊高蔵寺分屯基地
- 自衛隊訓練所
- 五社大明神社
- 山王大権現
- 燈明山高蔵寺
- 愛知用水 - 南西部の地下を通過する。

## 所在地
- 愛知県春日井市高座町地内

## 周辺
- 庄内川
- 高蔵寺古墳群 - 高座山南裾と庄内川の間にある古墳群。
- 春日井市立高座小学校
- 高蔵寺ニュータウン
  - サンマルシェ
  - 春日井市立岩成台小学校
  - 高蔵寺古窯跡群
- 洞口池
- 新池
- 高蔵寺 - 天台宗の寺院。
- JR中央本線、愛知環状鉄道・愛知環状鉄道線 高蔵寺駅

## 写真集

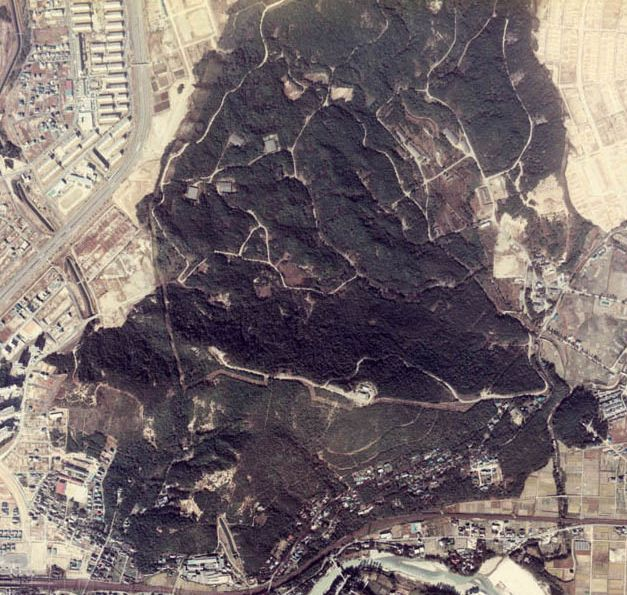
1976年度（昭和51年）に撮影された国土交通省 国土地理院 地図・空中写真閲覧サービスの空中写真を基に作成高座山を撮影した航空写真。写真左側の白い部分は、建設途中の高蔵寺ニュータウン。